# Садлово-Румункі
Садлово-Румункі (пол. Sadłowo-Rumunki, нім. Sedlau-Räumung) — село в Польщі, у гміні Рипін Рипінського повіту Куявсько-Поморського воєводства.
У 1975-1998 роках село належало до Влоцлавського воєводства.